# 碧峰镇
碧峰镇，是中华人民共和国贵州省遵义市正安县下辖的一个乡镇级行政单位。
2016年1月29日，贵州省人民政府批复同意正安县部分乡镇行政区划调整，撤销碧峰乡，设置碧峰镇。
2020年中国南方水灾期间，6月11日07时至12日07时，碧峰镇降264.6毫米特大暴雨，最大小时降雨163.3毫米，一小时降雨破贵州歷史紀錄。截至6月13日末，8人死亡5人失联。2020年截至6月末，全國最大1小时雨量第二名就是碧峰镇163.8毫米，在6月12日。（首名是广东广州黄埔大桥168毫米，在5月22日）

## 行政区划
碧峰镇下辖以下地区：
碧峰村、青定村、洪泉村、平安村、羊坎村和庆丰村。